# Volkslied (Bruckner)
Das Volkslied, WAB 94 ist ein patriotisches Werk, das Anton Bruckner 1882 für einen Wettbewerb für eine Hymne für das deutsche Volk in Österreich komponierte.

## Geschichte
Am 16. Oktober 1881 rief die "Deutsche Zeitung" zur Einreichung eines Textes für ein singbares Nationallied auf. Aus 1.750 eingereichten Texten wurde der von Josef Winter mit dem ersten Preis ausgezeichnet. Am 1. Januar 1882 erschien eine zweite Einladung für eine Hymne für das deutsche Volk in Österreich, für Männerchor sowie für Gesang und Klavier. Bruckner schickte als einer der 1.320 Teilnehmer eine Probe beider Einstellungen. Für keine der Einreichungen wurde ein Preis vergeben.
Die Handschriften befinden sich im Archiv der Österreichischen Nationalbibliothek und der Bibliothèque nationale de France. Die beiden Vertonungen wurden erstmals in Band III/2, S. 191 und 192 der Göllerich/Auer-Biografie veröffentlicht. Die Vertonung für Gesang und Klavier ist in Band XXIII/1, Nr. 6 der Gesamtausgabe wiedergegeben. Die Vertonung für Männerchor ist in Band XXIII/2 erschienen, Nr. 32 der Gesamtausgabe.

## Text
Das Werk verwendet den Text von Josef Winter:
Anheben laßt uns allzusamm'

Ein Lied von starkem Klange,

In Österreich den deutschen Stamm

Laßt preisen uns mit Sange.

Die auf die Ostmark einst gestellt,

Dem Feind den Weg zu weisen,

Sie stehen heute noch im Feld

Und halten blank ihr Eisen.

Und gilt's auch nicht, den Hunnenschwall

Mit Schild und Schwert zu stauen,

Aus deutschen Leibern einen Wall

Dem Türkenvolk zu bauen;

Uns blieb so mancher grimme Gast

Noch in den Sand zu fegen,

Im Ostreich ward uns nimmer Rast,

Hand in den Schoß zu legen.

Mit Trommeln nicht und Feldgeschrei

Wird heut' zur Schlacht geschritten,

Der Feind schleicht leise sich herbei,

Er wohnt in unsrer Mitten

Und möcht' uns drängen gar zu gern

Zur schimpflichsten der Taten:

das Deutschtum, unsres Wesens Kern,

Das sollen wir verraten.

Wir aber halten gute Wacht

Und werden nicht erschlaffen.

Wie einst in Not und Sturm und Schlacht,

So schallt's auch heute: Waffen!

Und wo der kühne Ruf erklingt,

Schart er die Kampfgenossen,

Das Blut, das unsere Scholle düngt,

Ist nicht umsonst geflossen.

Ob wir im welschen Gau zufernst,

Ob hoch in Böhmen hausen,

Ob Siebenbürgens Eichen ernst

Um unsre Söhne brausen,

Uns einet Sitte, Ehr' und Zucht,

Die Sprache hold und süße,

Und mahnend trägt durch Tal und Bucht

Die Donau Schwarzwalds Grüße.

So laßt uns halten fürderhin

An deutscher Sprach' und Treue,

Dem deutschen Stamme, deutschem Sinn

Gelobt euch an aufs neue.

Der Osten kam in unsre Hut,

Darnach tun wir uns schreiben,

Doch deutsch sind wir in Mark und Blut

Und wollen Deutsche bleiben.

## Musik
Es gibt zwei Einstellungen des Volksliedes:
- Eine 34-taktige Vertonung für Singstimme und Klavier, die die erste Strophe von Winters Text verwendet.[2]
- Eine 67-taktige Vertonung für Männerchor, die die sechs Strophen von Winters Text verwendet.[5]

## Diskografie

### Vertonung für Gesang und Klavier
Es gibt keine kommerzielle Aufzeichnung dieser Vertonung.
HinweisEine Aufnahme einer Live-Aufführung von Raymond Armstrong (1. April 2017) ist im Bruckner-Archiv verfügbar.

### Vertonung für Männerchor
Es gibt eine einzige Aufnahme dieser Vertonung:
- Thomas Kerbl, Männerchorvereinigung, Weltliche Männerchöre – CD: LIVA 054, 2012 – nur 1. Strophe

HinweisDas Volkslied wurde beim Brucknerfest 2022 aufgeführt. Eine Aufnahme ist im Bruckner-Archiv verfügbar.